# 青杠塘镇
青杠塘镇，是中华人民共和国贵州省遵义市绥阳县下辖的一个乡镇级行政单位。

## 行政区划
青杠塘镇下辖以下地区：
回龙村、坪坝村、后槽村、庙湾村、野茶村和上湾村。